# Hügelmühle
Hügelmühle (fränkisch: Hieglmil) ist ein Gemeindeteil der Stadt Spalt im Landkreis Roth (Mittelfranken, Bayern). Hügelmühle liegt in der Gemarkung Großweingarten.

## Geographie
Der Weiler liegt an der Fränkischen Rezat. Im Osten schließen sich größere Sandabbaugebiete an, in denen sich Grundwasserseen gebildet haben. Die Staatsstraße 2223 führt an Straßenhaus vorbei nach Wasserzell (1,7 km westlich) bzw. nach Georgensgmünd (3 km östlich). Eine Gemeindeverbindungsstraße führt nach Unterbreitenlohe (1,4 km südöstlich) bzw. nach Mosbach (2 km nördlich).

## Geschichte
Der Ort wurde 1294 als „Hückenmül“ erstmals urkundlich erwähnt, als der Eichstätter Bischof Reinboto von Meilenhart mit dem Regensburger Bischof Heinrich II. von Rotteneck u. a. diese Mühle eintauschte. Zuvor hatte die Burggrafschaft Nürnberg diese Orte vom Regensburger Bischof zu Lehen bekommen. Der Ortsname soll sich von dem Besitzer Hückel ableiten, der öfters in den alten Zehntbüchern zu finden ist. Im Dreißigjährigen Krieg wurde die Mühle verwüstet und erst 1723 wieder aufgebaut.
Gegen Ende des 18. Jahrhunderts bestand Hügelmühle aus einem Anwesen. Das Hochgericht übte das eichstättische Pflegamt Wernfels-Spalt aus. Das Gut mit Mahlmühle hatte das Kastenamt Spalt als Grundherrn.
Im Rahmen des Gemeindeedikts wurde Hügelmühle dem 1808 gebildeten Steuerdistrikt Mosbach zugeordnet. Ab 1811 gehörte sie zum Steuerdistrikt und der Ruralgemeinde Großweingarten. Am 1. Januar 1972 wurde Hügelmühle im Zuge der Gebietsreform in Bayern nach Spalt eingegliedert.
Der Ort ist heute größtenteils ein Gewerbegebiet, es gibt auch einige verstreute Wohnanwesen. Das Gewerbegebiet Hügelmühle hatte am 31. Dezember 2023 19 Einwohner.

## Einwohnerentwicklung
| Jahr      | 001818 | 001840 | 001861 | 001871 | 001885 | 001900 | 001925 | 001950 | 001961 | 001970 | 001987 | 002015 | 002018 |
| Einwohner | 12     | 5      | *      | 12     | 14     | 10     | 12     | 11     | 14     | 10     | 17     | 21     | 21     |
| Häuser    | 1      | 1      |        |        | 1      | 1      | 3      | 3      | 3      |        | 4      |        |        |
| Quelle    | [ 14 ] | [ 15 ] | [ 16 ] | [ 17 ] | [ 18 ] | [ 19 ] | [ 20 ] | [ 21 ] | [ 22 ] | [ 23 ] | [ 24 ] |        | [ 1 ]  |

## Religion
Der Ort ist römisch-katholisch geprägt und war ursprünglich nach St. Michael (Großweingarten) gepfarrt, heute ist die Pfarrei St. Emmeram (Spalt) zuständig. Die Einwohner evangelisch-lutherischer Konfession sind nach St. Georg (Georgensgmünd) gepfarrt.